# 스텔라 음왕기
스텔라 냠부라 음왕기(Stella Nyambura Mwangi, 1986년 9월 1일 ~ )는 노르웨이의 케냐계 가수이다. 그의 음악 대부분은 자신의 고향인 케냐의 상황과 1991년에 노르웨이로 이주한 가족들이 견뎌야 했던 차별에 관한 내용을 담고 있다.
스텔라 음왕기의 음악 작품은 《아메리칸 파이 5》, 《세이브 더 래스트 댄스 2》와 같은 영화, 《CSI: 뉴욕》, 《스크럽스》와 같은 텔레비전 드라마 시리즈에서 사용되었다. 2011년에 노르웨이에서 열린 멜로디 그랑프리 2011에서 우승을 차지했고 같은 해에 독일 뒤셀도르프에서 열린 유로비전 송 콘테스트 2011에서 노르웨이 대표로 참가했다.

## 생애 초반과 사생활
스텔라 음왕기는 1986년에 케냐의 수도인 나이로비에서 태어나서 1991년에 가족들과 함께 노르웨이 에이드스볼로 이주했다. 8세 시절에 음악 연주 연습을 시작했고 피아노를 연주하기도 했다.
스텔라 음왕기의 아버지는 스텔라와 형제 자매들이 멀리 떨어진 곳에 있어도 키쿠유어와 스와힐리어를 배우도록 했다. 스텔라 음왕기의 아버지는 그들에게 언어를 가르치기 위해 문화 음악과 시를 사용했는데 이는 스텔라 음왕기의 음악과 케냐 문화 간의 연결에 영감을 주었다. 스텔라 음왕기의 아버지는 2012년 2월에 일어난 뺑소니 사고로 사망했다.

## 유로비전 송 콘테스트 2011
스텔라 음왕기는 2011년에 독일 뒤셀도르프에서 열린 유로비전 송 콘테스트 2011에서 노르웨이 대표로 참가할 가수를 선발하는 음악 경연회인 멜로디 그랑프리 2011에 참가했으며 2011년 2월 12일에 우승을 차지했다.
2011년 5월 10일에 독일 뒤셀도르프에서 열린 유로비전 송 콘테스트 2011에서 노르웨이 대표로 참가한 스텔라 음왕기는 《Haba Haba》라는 노래로 참가했으나 결승전에 진출하지 못했다. 스텔라 음왕기의 노래인 《Haba Haba》는 2011년 6주 노르웨이 공식 싱글 차트에서 1위를 차지했다.

## 멜로디 그랑프리 2018
스텔라 음왕기는 2018년에 포르투갈 리스본에서 열린 유로비전 송 콘테스트 2018에서 노르웨이 대표로 참가할 가수를 선발하는 음악 경연회인 멜로디 그랑프리 2018에서 알렉산드라 로탄과 함께 《You Got Me》라는 노래로 참가했다. 스텔라 음왕기와 알렉산드라 로탄은 멜로디 그랑프리 2018에서 종합 3위를 차지했다.

## 음반 목록
- Living for Music (2008)
- Kinanda (2011)